# Евдокия Изяславна
Евдокия Изяславна (пол. Eudoksja Izjasławówna; ок. 1131 — после 1187) — княжна из рода Рюриковичей, дочь Великого князя Киевского Изяслава Мстиславича, вторая жена Великопольского князя Мешко III Старого.

## Биография
Евдокия была дочерью князя Изяслава Мстиславича и его жены Агнессы, родственницы императора Священной Римской империи Фридриха I Барбароссы. В 1154 году она была выдана замуж за князя Мешко III (1126/27—1202). Мешко необходимо было заручиться поддержкой Руси на случай осложнений с другими польскими князьями и немецкими правителями. Однако в ноябре 1154 года князь Изяслав умер.
В 1173 году после смерти старшего брата Болеслава IV Кудрявого Мешко получил Краков и престол старшего князя в Польше. Евдокия, по-видимому, имела большое влияние на супруга, потому что он стал предпочитать детей от неё своему сыну от первого брака Одону и даже хотел заставить его постричься в монахи. Правление Мешко вызывало недовольство подданных, и против него сложился заговор, одним из активных участников которого был Одон. В 1177 году Мешко был изгнан.
Мешко III был вынужден бежать и отправился в Чехию, к своему зятю князю Собеславу II, однако помощи от него не добился, потому что положение у того тоже было шатким (вскоре Собеслав был тоже изгнан). Тогда Мешко с семьёй перебрался к другому зятю, правителю Померании Богуславу I, который оказал ему поддержку. В 1181 году при военной поддержке он вернулся в страну, получив Гнезно и Калиш, а в 1196 году смог получить Краков дипломатическим путём, признав своим наследником одного из своих врагов — Лешка Белого. Однако в 1199 году он снова был изгнан и смог вернуться обратно только в следующем году. О судьбе Евдокии в это время ничего не известно.

## Дети
У Евдокии и Мешко было шестеро детей:
- Болеслав Куявский (1159 — 13 сентября 1195)
- Саломея (ок. 1160 — 11 мая 12..), жена (с 1175/76) Ратибора Померанского (1150/1156 — 13/14 января 1183).
- Анастасия Великопольская (ок. 1162 — после 31 мая 1240), жена (с 18/26.04.1177) князя Богуслава I Западно-Поморского (1128 — 18 марта 1187).
- Мешко Калишский (ок. 1164 — 2 августа 1193).
- Владислав III Тонконогий (1165 — 03 ноября 1231)
- Звенислава (ок. 1168 — 14 сентября 1240), жена (ок. 1181) князя Мстивоя I Восточно-Поморского (ок. 1165 — 1 мая 1220).